# Altenburger Farbenreizen
Das Altenburger Farbenreizen ist eine ursprüngliche Spielart des Skatspiels. Das im 19. Jahrhundert sehr verbreitete Spiel ist die Grundlage der ersten Allgemeinen Deutschen Skatordnung von 1886.

## Spielregeln
Grundsätzlich variiert das Farbenreizen vom modernen Spiel nur in der Reizmethode und einer inzwischen nicht mehr gebräuchlichen Spielegattung. Nach dem Reizen und der Ansage des Spieles unterscheiden sich die Regeln nicht mehr von den modernen. Die beschriebenen Unterschiede zu den modernen Regeln beruhen auf der Allgemeinen Deutschen Skatordnung von 1886.

### Spielegattungen
Die Skatordnung von 1886 unterscheidet 5 Spielegattungen: 
| Frage                       | Das Fragespiel entspricht einem heutigen normalen Farbspiel. Der Solospieler nimmt den Skat auf, drückt zwei Karten und sagt anschließend die Trumpffarbe an. Null und Grand sind für das Fragespiel nicht vorgesehen. |
| Tourné (Wendespiel)         | Im modernen Skat gibt es keine Entsprechung mehr zu diesem Spiel. Der Solospieler deckt eine der beiden Karten des Skates auf und zeigt sie den Mitspielern. Die Farbe der Karte wird die Trumpffarbe. Wenn die Karte ein Unter (Wenzel, Bube) ist, kann der Solist wählen, ob er die Farbe des Unter spielt oder einen Grand-Tourné erklärt. Bei einer aufgedeckten Sieben darf sich der Alleinspieler teilweise zwischen der Farbe und einem Null-Tourné entscheiden. |
| Solo                        | Das Solo entspricht einem heutigen Farb-Handspiel. Der Solospieler sieht nicht in den Skat und sagt eine Trumpffarbe an. |
| Grand Solo und Grand ouvert | Es gibt einen Grand solo, der einem modernen Grand-Hand entspricht. Der Grand ouvert entspricht vollkommen einem modernen Grand-Ouvert, ist genauso wie heute ein Handspiel und beinhaltet ein angesagtes Schwarz. |
| Null und Null ouvert        | Das Null ist eigentlich ein Null solo und entspricht mithin einem heutigen Null-Hand. Das Null ouvert entspricht einem modernen Null-Ouvert-Hand. Ein Gegenstück zum modernen Null-Ouvert mit Skataufnahme oder einem Null mit Skataufnahme gibt es nicht. |

### Farbreizen
Genauso wie beim modernen Skat wird das Spiel ausgereizt, indem der Ansager jeweils dem Hörer ein Gebot macht, das dieser annehmen oder passen kann. Zuerst fragt Mittelhand Vorhand ab und nach Passen des einen von beiden fragt Hinterhand gegebenenfalls weiter. Nach dem Reizen muss der Alleinspieler ein Spiel ansagen, das zumindest dem Gebot entspricht. Der Hauptunterschied zum Zahlenreizen ist, dass beim Reizen lediglich die Grundwerte der Spiele geboten werden. Die Spitzen (Matadore) werden erst nach dem Spiel bei der Abrechnung berücksichtigt. Die Abrechnung unterscheidet sich, wenn man von den Grundwerten der Spiele absieht, nicht von der heutigen. Überbleibsel des Farbenreizens sind die vier Null-Spiele, die bis heute unabhängig von der Lage der Buben rein nach ihrem Grundwert ausgereizt und abgerechnet werden. Außer bei Sonderfällen ist beim Farbenreizen das Überreizen durch einen ungünstigen Buben im Skat prinzipbedingt nicht möglich. Das beim Reizen angegebene Spiel ist das Mindestgebot, dessen Grundlage der Grundwert des angestrebten Spieles ist, welcher nichts mit der Lage der Buben zu tun hat.
Die Rangordnung der Gebote ist:
1. Frage in Schellen (Karo)
2. Frage in Rot (Herz)
3. Frage in Grün (Pik)
4. Frage in Eichel (Kreuz)
5. Tourné
6. Solo in Schellen (Karo)
7. Solo in Rot (Herz)
8. Solo in Grün (Pik)
9. Solo in Eichel (Kreuz)
10. Grand Solo
11. Grand Ouvert

Die Einordnung der Nullspiele ist komplizierter und nicht einheitlich geregelt. Die Skatordnung von 1886 beschreibt zwei Möglichkeiten:
1. Die Nullspiele stehen in jedem Fall über den Frage- und Tourné-Spielen. Gegenüber den Solo- und Grandspielen werden Nullspiele nach Wert ausgereizt, d. h. der Solospieler, der gegen den Nullspieler reizt, muss wie beim Zahlenreizen seinen erreichbaren Spielwert anhand des Grundwertes des geplanten Spieles und seiner Spitzen (Matadore) ermitteln. Wenn der Wert den des Nullspieles übertrifft, bekommt er das Spiel. Allerdings kann er sich dann durch einen ungünstigen Buben im Skat auch überreizen. Wie auch bei heutigen Handspielen zählen die Buben im nicht aufgenommenen Skat mit.
2. Die Nullspiele stehen in jedem Fall über den Frage-, Tourné- und Solospielen bis zum Grün-Solo. Das Eichel-Solo steht über dem Null. Das Null ouvert wird vom Grand ouvert übertroffen. Der Grand steht nur dann über dem Null ouvert, wenn er mit oder ohne mindestens zwei Spitzen gespielt wird oder aber zumindest Schneider gewonnen wird.

Wenn kein Spieler ein Gebot abgeben will, wird entweder eingeworfen und vom folgenden Spieler gegeben oder Ramsch gespielt.

### Grundwerte
Da beim Reizen die Spitzen nicht beachtet werden, braucht man mehr Spielarten und zugehörige Grundwerte als beim Zahlenreizen. Beim Grand-Ouvert ist in der Abrechnung zu beachten, dass der angegebene Wert 24 lediglich der mit den Spitzen zu multiplizierende Grundwert ist. Zusätzlich wird ein Grand-Ouvert immer mit 120 berechnet. Ein einfacher Grand-Ouvert ergibt also 144 Punkte. Genauso wie heute werden bei den Nullspielen die Spitzen nicht einberechnet.
|        | Schellen | Rot | Grün | Eichel | Grand | Null |
| Frage  | 1        | 2   | 3    | 4      |       |      |
| Tourné | 5        | 6   | 7    | 8      | 12    | 10   |
| Solo   | 9        | 10  | 11   | 12     | 16    | 20   |
| Ouvert |          |     |      |        | 24    | 40   |

### Gewinnstufen
Da es mehr Grundwerte als beim modernen Skat gibt, gibt es entsprechend weniger Gewinnstufen. Die beim Farbenreizen genutzten Gewinnstufen unterscheiden sich aber ansonsten kaum von den modernen. Die Spitzen werden auch als Matadore bezeichnet und werden genauso wie in der modernen Skatordnung mit (ohne) bis zu 11 Trümpfen gezählt.
Ein Unterschied zum modernen Skat ist, dass offene Spiele (Ouvert) lediglich für den Grand und das Nullspiel vorgesehen sind und über einen eigenen Grundwert definiert werden. Im modernen Skat werden offene Nullspiele ähnlich gewertet. Bei offenen Trumpfspielen, denn neben dem Grand-Ouvert sind inzwischen auch offene Farbspiele erlaubt, wird der normale Grundwert angenommen und dafür die Gewinnstufe entsprechend erhöht. Genauso wie 1886 beinhaltet aber auch heute ein offenes Trumpfspiel ein angesagtes schwarz.
Der zweite Unterschied zum modernen Skat ist, dass inzwischen Handspiele, abgesehen natürlich vom Null-Hand und vom Null-Ouvert-Hand, als Gewinnstufe und nicht mehr über einen speziellen Grundwert abgerechnet werden.
Gewinnstufen:
1. Spiel
2. Schneider
3. Schneider angesagt
4. Schwarz
5. Schwarz angesagt

Dabei gilt zu beachten, dass die Gewinnstufen schneider angesagt und schwarz angesagt, wie im modernen Skat, nur bei einem Handspiel berechnet und angesagt werden durften.

## Referenzen und Erläuterungen
1. ↑  Die Allgemeine Deutsche Skatordnung von 1886 benutzte eine andere Rechtschreibung als die heute übliche. Wenige Begriffe aus der damaligen Skatordnung unterscheiden sich von heutigen nur durch Details der Schreibweise, bedeuten aber inzwischen etwas anderes als damals. Z. B. entspricht ein Null ouvert von 1886 nicht einem modernen Null-Ouvert, sondern einem Null-Ouvert-Hand. Zum modernen Null-Ouvert gab es kein Gegenstück in der Skatregel von 1886. Im Text wird im Zweifel die alte Schreibweise kursiv genutzt.